# Doubs (megye)
Doubs  (IPA: [du]) Franciaország egyik megyéje (département), Burgundia-Franche-Comté régió (2015 végéig Franche-Comté régió) része. Székhelye (prefektúrája) Besançon.

## Történelem
A francia forradalom idején hozták létre az 1790. március 4-ei törvény alapján.
Miután 1714. március 17-én Franciaország és Ausztria megkötötték a rastatti békét, Rákóczi visszavonult az aktív politikától, és 1715. áprilisban Grosbois kamalduli kolostorában bérelt házat 1717 szeptemberéig, és Dangeau márki naplója szerint „itt örökös penitenciát tartott, éppoly szigorút, mint őszintét.” 

## Közigazgatás
- Doubs megye községei
- Doubs megye kantonjai
- Doubs megye településtársulásai